# Perus præsidenter
 Der er for få eller ingen kildehenvisninger i denne artikel, hvilket er et problem. Du kan hjælpe ved at angive troværdige kilder til de påstande, som fremføres i artiklen.

Perus præsident, officielt Republikkens præsident (Presidente de la República) er Perus statsoverhoved. Præsidentens periode varer i fem år, og præsidenten kan ikke vælges for en anden periode. 

## Liste over præsidenter
| Embedsperiode | Præsident                                      | Noter                                                   |
| ------------- | ---------------------------------------------- | ------------------------------------------------------- |
| 1821–1822     | José de San Martin                             | Perus beskytter                                         |
| 1822–1823     | José La Mar                                    | Regeringens præsident                                   |
| 1823          | Manuel Salazar y Baquíjano                     | Provisorisk                                             |
| 1823          | José de la Riva Agüero                         | Republikkens præsident                                  |
| 1823–1824     | José Bernardo de Tagle, Marquis of Torre-Tagle | Ledende delegat                                         |
| 1824–1826     | Simón Bolívar                                  | Befrier af Peru                                         |
| 1826–1827     | Andrés de Santa Cruz                           | Præsident over regeringsrådet                           |
| 1827–1829     | José La Mar                                    | Republikkens præsident                                  |
| 1829–1833     | Agustín Gamarra                                | Republikkens præsident                                  |
| 1834          | Pedro Pablo Bermúdez                           | Provisorisk øverste hersker                             |
| 1834–1835     | Luis José de Orbegoso                          | Republikkens præsident                                  |
| 1835–1836     | Felipe Santiago Salaverry                      | Øverste hersker                                         |
| 1836–1838     | Andrés de Santa Cruz                           | Øverste beskytter                                       |
| 1838–1841     | Agustín Gamarra                                | Republikkens præsident                                  |
| 1841          | Manuel Menéndez                                | Præsident over regeringsrådet                           |
| 1842          | Juan Crisóstomo Torrico                        | Provisorisk                                             |
| 1842–1843     | Francisco Vidal                                | Provisorisk                                             |
| 1843          | Domingo Elías                                  | Provisorisk                                             |
| 1843–1844     | Domingo Nieto                                  | Præsident over regeringsjuntaen                         |
| 1844          | Justo Figueroa                                 | Midlertidig                                             |
| 1844          | Manuel Ignacio de Vivanco                      | Øverste chef                                            |
| 1845–1851     | Ramón Castilla                                 | Republikkens præsident                                  |
| 1851–1855     | José Rufino Echenique                          | Republikkens præsident                                  |
| 1855–1862     | Ramón Castilla                                 | Republikkens præsident                                  |
| 1862–1863     | Miguel de San Román                            | Republikkens præsident                                  |
| 1863–1865     | Juan Antonio Pezet                             | Republikkens præsident                                  |
| 1865–1868     | Mariano Ignacio Prado                          | Republikkens præsident                                  |
| 1868          | Pedro Diez Canseco                             | Provisorisk                                             |
| 1868–1872     | José Balta                                     | Republikkens præsident                                  |
| 1872          | Tomás Gutiérrez                                | Diktator                                                |
| 1872          | Mariano Herencia Zevallos                      | Provisorisk                                             |
| 1872–1876     | Manuel Pardo                                   | Republikkens præsident                                  |
| 1876–1879     | Mariano Ignacio Prado                          | Republikkens præsident                                  |
| 1879          | Luis La Puerta                                 | Provisorisk                                             |
| 1879–1881     | Nicolás de Piérola                             | Republikkens præsident                                  |
| 1881          | Francisco García Calderón                      | Provisorisk                                             |
| 1881–1883     | Lizardo Montero                                | Provisorisk                                             |
| 1883–1886     | Miguel Iglesias                                | Republikkens præsident                                  |
| 1886          | Antonio Arenas                                 | Provisorisk                                             |
| 1886–1890     | Andrés Avelino Cáceres                         | Republikkens præsident                                  |
| 1890–1894     | Remigio Morales Bermúdez                       | Republikkens præsident                                  |
| 1894          | Justiniano Borgoño                             | Provisorisk                                             |
| 1894–1895     | Andrés Avelino Cáceres                         | Republikkens præsident                                  |
| 1895–1899     | Nicolás de Piérola                             | Republikkens præsident                                  |
| 1899–1903     | Eduardo López de Romaña                        | Republikkens præsident                                  |
| 1903–1904     | Manuel Candamo                                 | Republikkens præsident                                  |
| 1904          | Serapio Calderón                               | Provisorisk                                             |
| 1904–1908     | José Pardo y Barreda                           | Republikkens præsident                                  |
| 1908–1912     | Augusto B. Leguía y Salcedo                    | Republikkens præsident                                  |
| 1912–1914     | Guillermo Billinghurst                         | Republikkens præsident                                  |
| 1914–1915     | Óscar Benavides                                | Republikkens præsident                                  |
| 1915–1919     | José Pardo y Barreda                           | Republikkens præsident                                  |
| 1919–1930     | Augusto B. Leguía y Salcedo                    | Republikkens præsident                                  |
| 1930          | Manuel María Ponce Brousset                    | Republikkens præsident                                  |
| 1930–1931     | Luis Miguel Sánchez Cerro                      | 1. Præsident over den midlertidige regeringsjunta       |
| 1931          | Ricardo Leoncio Elías Arias                    | 2. Præsident over den midlertidige regeringsjunta       |
| 1931          | Gustavo Jiménez                                | 3. Præsident over den midlertidige regeringsjunta       |
| 1931          | David Samanez Ocampo                           | Præsident over den sydlige junta                        |
| 1931–1933     | Luis Miguel Sánchez Cerro                      | Republikkens præsident                                  |
| 1933–1939     | Óscar Benavides                                | Republikkens præsident                                  |
| 1939–1945     | Manuel Prado y Ugarteche                       | Republikkens præsident                                  |
| 1945–1948     | José Luis Bustamante y Rivero                  | Republikkens præsident                                  |
| 1948–1950     | Manuel Odría                                   | Republikkens præsident                                  |
| 1950          | Zenón Noriega Agüero                           | Republikkens præsident                                  |
| 1950–1956     | Manuel Odría                                   | Republikkens præsident                                  |
| 1956–1962     | Manuel Prado y Ugarteche                       | Republikkens præsident                                  |
| 1962–1963     | Ricardo Pérez Godoy                            | Første præsident over militærjunta                      |
| 1963          | Nicolás Lindley                                | Anden præsident over militærjunta                       |
| 1963–1968     | Fernando Belaúnde Terry                        | Republikkens præsident                                  |
| 1968–1975     | Juan Velasco Alvarado                          | Første præsident for regeringen fra de væbnede styrker  |
| 1975–1980     | Francisco Morales Bermúdez                     | Anden præsident for regeringen fra de væbnede styrker   |
| 1980–1985     | Fernando Belaúnde Terry                        | Republikkens præsident                                  |
| 1985–1990     | Alan García Pérez                              | Republikkens præsident                                  |
| 1990–2001     | Alberto Fujimori                               | Republikkens præsident                                  |
| 2001          | Valentín Paniagua                              | Præsident for en forenet regering og national forsoning |
| 2001–2006     | Alejandro Toledo                               | Republikkens præsident                                  |
| 2006–2011     | Alan García Pérez                              | Republikkens præsident                                  |
| 2011–2016     | Ollanta Moisés Humala Tasso                    | Republikkens præsident                                  |
| 2016–2018     | Pedro Pablo Kuczynski Godard                   | Republikkens præsident                                  |
| 2018–2020     | Martín Vizcarra Cornejo                        | Republikkens præsident                                  |
| 2020–2020     | Manuel Arturo Merino de Lama                   | Republikkens præsident                                  |
| 2020-2021     | Francisco Sagasti Hochhausler                  | Republikkens præsident                                  |
| 2021–2022     | Pedro Castillo                                 | Republikkens præsident                                  |
| 2022-         | Dina Boluarte                                  | Republikkens præsident                                  |